# جلاد وراثي
الجلادات الوراثية (بالإنجليزية: Genodermatoses)‏ هي مجموعة من الأمراض الجلدية الوراثية التي يمكن أن تقسم إلى ثلاثة::547
- صبغي (أو كروموسومي)
- جين أو مورثة واحدة
- عدة جينات أو مورثات

## أمثلة على الجلادات الوراثية
- انحلال البشرة الفقاعي
- سماك
- تقرن جلد الراحة والأخمص المنتشر
- ورام ليفي عصبي
- جفاف الجلد المصطبغ
- سلس الصباغ
- اعتلال الجلد المقيد